# Waasgouw

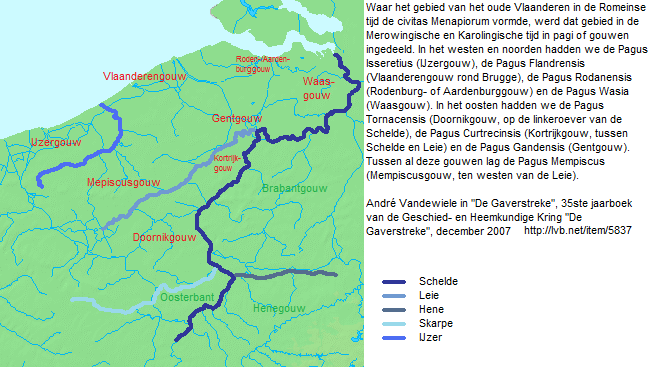
De Vlaamse gouwen

De Waasgouw (Latijn: Pagus Wasia) was een Frankische gouw die de "vier ambachten" besloeg, genoemd naar de vier hoofdplaatsen: Axel, Hulst, Assenede en Boekhoute. Het was gelegen tussen Toxandrië en het Gentgouw.

## Geschiedenis

### Achtergrond
De Salische Franken vestigden zich aan het eind van de 3e eeuw in het gebied ten zuiden van de Rijn, in de buurt van het Waasland. Net als andere Germaanse stammen mochten ze zich daar vestigen in ruil voor hulp bij de bescherming van de Rijngrens. Met vallen en opstaan vergrootten ze hun territorium en vanaf de vijfde eeuw verenigden de losse stammen zich onder het leiderschap van een zekere Chlodio, vermoedelijk een voorvader van Merovech, Childerik en Clovis, met als hoofdstad Doornik. Naarmate het rijk van de Franken groter werd drong zich ook een efficiënter bestuur van het rijk op en werd het rijk in gouwen en/of graafschappen onderverdeeld.

### Pagus Wasia als zelfstandige (onder)gouw
We weten met zekerheid dat het gouw Waas heeft bestaan in de Karolingische periode, want het verschijnt voor het eerst in een brief van Lodewijk de Vrome uit 821 waarin hij de steden Axel, Saftingh (Saeftinge) en Tamisch (Temse of Destelbergen) opnoemt als onderdeel van het gouw Vlaanderen, ondergouw Waas. Naast de brief van Lodewijk de Vrome komt ‘Pagus Wasia’ ook voor in het document ‘Notitia provinciarum’ uit 824. Ook daarin wordt het vermeld als een ondergouw van het Pagus Flandrensis of Brugensis met als steden Axel, Saeftingen, Tesla (Destelbergen of Temse), Hulst, Beveren, Boechout en Waasmunster.

### Pagus Wasia in een personele unie

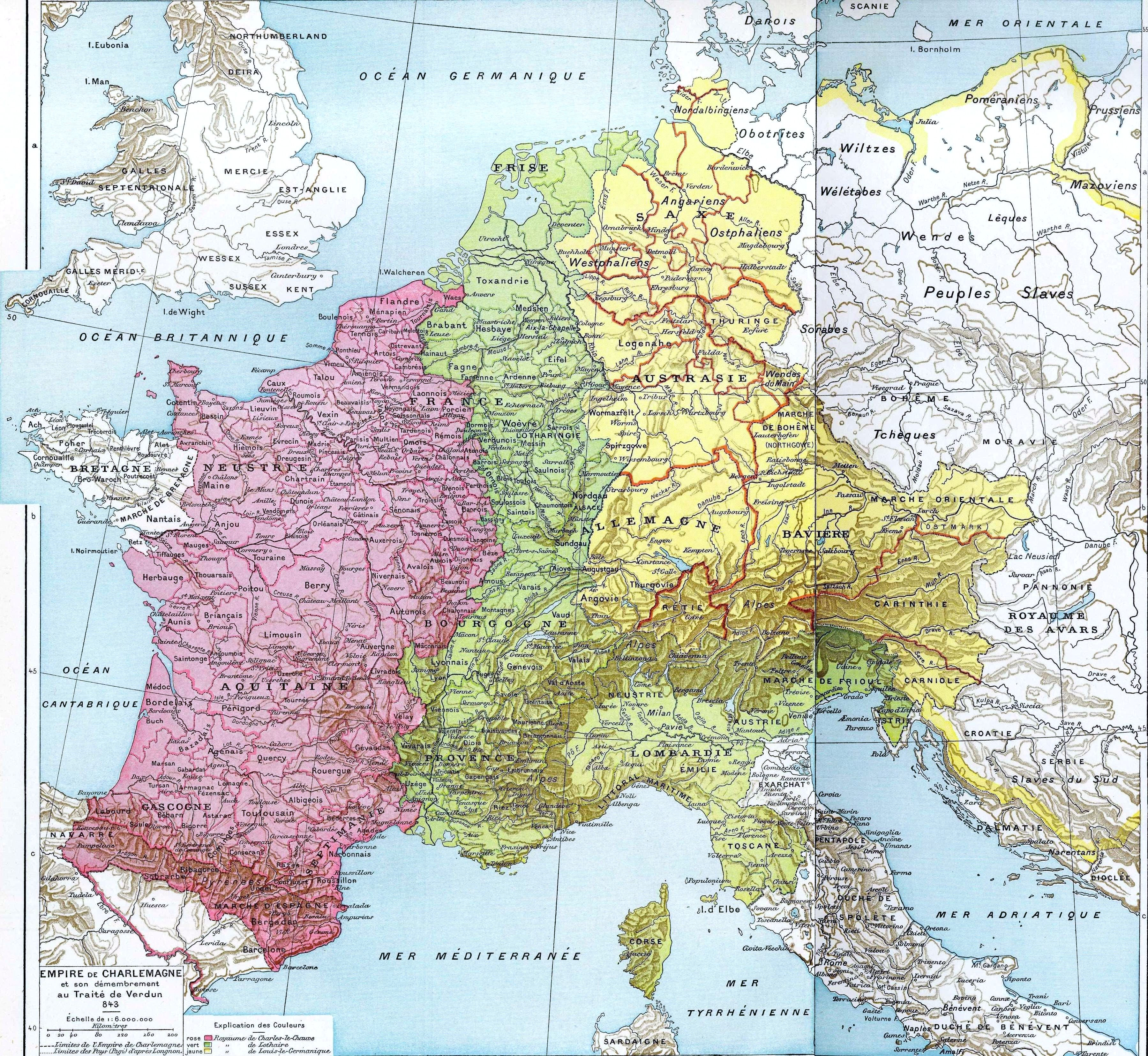
De verdeling van het Frankische rijk na het verdrag van Verdun (843).

In tweede helft van de 9e eeuw werden de Waasgouw en de Gentgouw (Pagus Gandensis) samengebracht in een personele unie onder graaf Waltcaud. In de 9e en 10e eeuw heersten achtereenvolgens Boudewijn I, Boudewijn II en Arnulf I over beide graafschappen. Na een intermezzo, waarbij de Waasgouw tijdelijk in handen kwam van de West-Friezen, kwam de Waasgouw definitief onder voogdij van het graafschap Vlaanderen.
Vanaf 1241 werd met onder andere de Keure van Waas door Johanna van Constantinopel de onafhankelijke kasselrij Waas ingesteld. Die kasselrij zou blijven bestaan tot het einde van het ancien regime.